# 衡山路

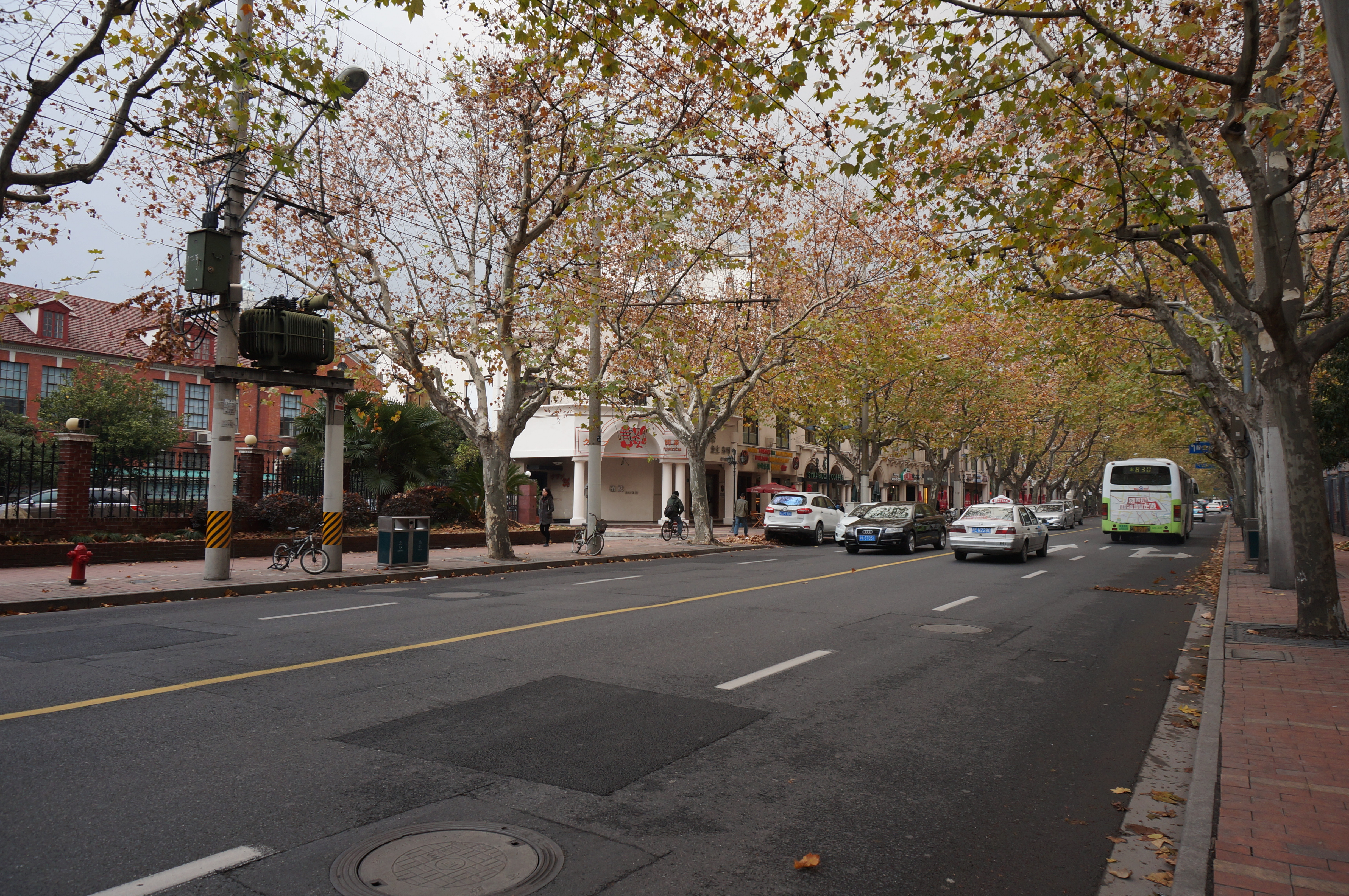
衡山路

衡山路（こうざんろ、ヘンシャンルー、拼音: Hengshan Lù）は上海の旧フランス租界の一部。
上海随一の繁華街の一つである徐家匯から、徐家匯公園の横を通り、フランス租界時代の洋館の立ち並ぶエリアを結ぶ、落ち着いた雰囲気のある片側2車線の道路。
地下には上海地下鉄1号線が通り、衡山路駅から利用することもできる。
この近辺は上海でも特に西洋人の多いエリアでもあり、洋館を改装したおしゃれなレストランやバーが立ち並ぶ。

## 参照項目
- 上海国際礼拝堂

などがある。
座標: 北緯31度12分06秒 東経121度26分39秒 / 北緯31.2018度 東経121.4443度